# Teclat Dvorak

Disposició de les tecles del Teclat simplificat Dvorak a la variant anglesa

El teclat Dvorak o teclat simplificat Dvorak és una distribució de teclat dissenyada pels doctors August Dvorak i William Dealey als anys 1920 i 1930 com una alternativa a l'encara popular distribució de teclat QWERTY. També se l'ha anomenat teclat simplificat o teclat simplificat nord-americà, però se'l coneix comunament com teclat Dvorak.

## Característiques generals
Dvorak i Dealey van estudiar les freqüències de les lletres i la fisiologia de la mà i van crear la disposició segons aquests principis:
- És més fàcil teclejar alternant les dues mans.
- Per aconseguir la màxima velocitat i eficiència, les lletres més comunes i els dígrafs haurien de ser els més fàcils de teclejar. Això significa que haurien d'estar a la fila intermèdia, que és on descansen els dits.
- Així mateix, les lletres menys comunes haurien d'estar situades a la fila inferior, que és la que més costa assolir.
- La mà dreta hauria de realitzar la major part del teclejat, ja que la majoria de les persones són dretanes.
- És més difícil teclejar dígrafs amb dits adjacents que amb dits no adjacents.
- La pulsació de les tecles s'hauria de desplaçar, generalment, des de les vores del teclat cap al centre (com a exemple, situï els dits sobre una taula i miri què és més fàcil: anar des del dit petit cap a l'índex o viceversa). Aquest moviment sobre un teclat s'anomena flux interior del moviment (inboard stroke flow en anglès).

Aquest disseny de teclat va ser completat el 1932 i se li va concedir la Patent dels Estats Units N º 2.040.248 el 1936. Va ser designat com una distribució de teclat alternativa per l'American National Standards Institute (ANSI) el 1982. El 1984, el teclat Dvorak s'estimava que tenia uns 100.000 usuaris.
A més, degut a alguns dels principis indicats a dalt i altres preferències, hi ha variacions considerables entre les implementacions pel que fa a la situació de la puntuació en la distribució de teclat anglès.